# Куйбишевський хімічний завод
Куйбишевський хімічний завод — колишнє хімічне підприємство у Тольятті (Самарська область Росії).
Завод, який почав роботу в 1963 році, займався виробництвом жовтого фосфору шляхом плавки постаченої з Казахстану фосфорної сировини у руднотермічних печах (відомо, що в якийсь момент він отримав руднотермічні печі типу РКЗ-72 потужністю 72 МВт, виробництво яких стартувало на початку 1970-х).
Жовтий фосфор далі міг використовуватись для продукування термічної фосфорної кислоти, що в свою чергу була сировиною для отримання триполіфосфату натрію.
Також до асортименту продукції майданчику входили фосфорні добрива – діамоній фосфат (отримують реакцією фосфорної кислоти з аміаком, який в Тольятті продукували одразу два заводи – «Куйбишевазот» та «Тольяттіазот») та кормовий монокальцій фосфат.
Після краху планової економіки завод потрапив у складне економічне становище, а в 2002-му остаточно припинив роботу.